# Éliane Droubry
Éliane Dohi Droubry (sinh ngày 24 tháng 11 năm 1987 tại Misté, Ouragahio, phía bắc thành phố Gagnoa) là một vận động viên bơi lội thi đấu quốc tế của Bờ Biển Ngà.
Cô từng sống ở Nam Phi, và đang học tại Đại học Pretoria. Thông qua Ủy ban Olympic quốc gia, cô đã hoạt động tại câu lạc bộ Attacks NTS (Đội tuyển bơi quốc gia) của Đại học Pretoria. Cô là một trong những niềm hy vọng lớn nhất của Bờ Biển Ngà trong môn thể thao bơi lội. Cô ấy chuyên về bốn nét đặc biệt (bướm, ếch, ngửa và bò trước) và đặc biệt là trong khoảng cách 50, 100 và 200 mét. Cô hiện đang sống ở Bỉ.

## Giải thưởng
- Tham gia vào đội của Bờ Biển Ngà tại Thế vận hội Mùa hè 2004 ở Athens.[3]
- Vị trí thứ tư trong các trò chơi châu Phi 2003
- Lập kỷ lục thế giới ở 800m tự do
- Tham gia vào bát màu cam trong hồ bơi Olympic Treichville.
- Đã tham gia vào trò chơi Afro-Asiatic 2003
- Đã tham gia Thế vận hội toàn châu Phi 2007